# Bredrams
Bredrams (Polygonatum hirtum) är en sparrisväxtart som först beskrevs av Louis-Augustin Bosc d’Antic och Jean Louis Marie Poiret, och fick sitt nu gällande namn av Frederick Traugott Pursh. Enligt Catalogue of Life ingår Bredrams i släktet ramsar och familjen sparrisväxter, men enligt Dyntaxa är tillhörigheten istället släktet ramsar och familjen sparrisväxter. Arten förekommer tillfälligt i Sverige, men reproducerar sig inte. Inga underarter finns listade i Catalogue of Life.